# John Candy
John Franklin Candy (Newmarket, Ontario, 31 d'octubre de 1950 − Durango, Mèxic, 4 de març de 1994), va ser un humorista i actor canadenc. Va treballar principalment en comèdies.

## Biografia

### Infantesa i començament de la seva carrera
Candy neix i creix a Newmarket (Ontario), Canadà), fill de Sidney James Candy i Evangeline Candy nascuda Aker. Té un germà gran, Jim. El seu pare mor a l'edat de trenta-cinc anys d'un atac cardíac quan John només té tres anys (l'avi de John havia sucumbit igualment a un atac cardíac). Segueix els cursos de la Neil McNeil High School per a nois. John és un bon alumne i un bon jugador de futbol canadenc, i desitja estudiar periodisme.
Comença fent d'actor a "The Second City⁣", comèdia improvisada, situada a cabarets de Chicago.
Fa una primera aparició el 1973 a la pel·lícula  El curs del 44, sense sortir als crèdits. Fa després algunes pel·lícules de baix pressupost. Interpreta el 1976 un segon paper amb Rick Moranis sobre la vida de l'animador Peter Gzowski.
John Candy era amic de l'actor canadenc Dan Aykroyd, membre dels Blues Brothers, i famós per les pel·lícules  S.O.S. Fantasmes  i  Una butaca per a dos.

### Consagració
Sent membre de Second City, guanya una àmplia popularitat gràcies a Second City Television (SCTV), sèrie de televisió humorística en la qual participarà de 1976 a 1979; posa els seus trets a diverses personalitats com Orson Welles, Julia Child, Luciano Pavarotti, Divina, Curly Howard, Richard Burton, Tip O'Neill, Jimmy the Greek, Hervé Villechaize i Alfred Hitchcock, però igualment a personatges com Johnny LaRue, l'autor de terror a Doctor Tongue, l'ensabonador i divertit acòlit de programa d'entrevistes William B. Williams, i Tommy Shanks, alcalde corromput de Melonville.
Sortirà al programa amb Eugene Levy, Andrea Martin, Catherine O'Hara, Harold Ramis i Dave Thomas.
L'any de la seva sortida del SCTV , forma part del repartiment de la pel·lícula 1941, de Steven Spielberg, en el qual treballa al costat de John Belushi i Dan Aykroyd, duo que trobarà el 1980 a  The Blues Brothers on encarna Mercer, l'oficial de la llibertat condicional de Jake.
El 1981, obté el paper de l'afable i amable Dewey "Ox" Oxberger a Els Blaus, que obté un èxit de la crítica i comercial i posa la seva veu a un personatge de la pel·lícula d'animació Heavy Metal. De 1981 a 1983, participa en el SCTV Network 90, continuació del SCTV , que li permet amb els membres del repartiment, obtenir diverses nominacions als premis Emmy. Després de diverses pel·lícules, de les aparicions al Saturday Night Live, va ser cridat per encarnar Louis Tully a  S.O.S. Fantasmes, però no va obtenir el paper per les idees incompatibles sobre la manera d'interpretar el personatge (ha aparegut, tanmateix, al clip de Ghostbusters, de Ray Parker Jr.).
El 1984, fa de germà faldiller de Tom Hanks a Splash, considerat com el paper que l'ha donat a conèixer veritablement, i que li va valdre una nominació al Premi Saturn al millor actor secundari. Encara que una part de les seves pel·lícules següents sigui de qualitat inferior en papers secundaris, ha aconseguit imposar-se com a cap de cartell en llargmetratges com  Planes, Trains & Automobiles) i Uncle Buck, totes dues dirigides per John Hughes.
Els anys 1990 semblen marcar un declivi en la seva carrera, amb pel·lícules d'importància menor i de qualitat sobretot amb  Nothing But Trouble, que li suposa ser designat al Razzie Awards 1992. Però surt en un paper secundari (el de Gus Polinski) a Home Alone, enorme èxit de l'any 1990 produït i escrit per John Hughes.
Però és durant aquest període que va intentar rellançar la seva carrera ampliant la seva gamma i fent papers més dramàtics: després de la comèdia dramatico-romàntica Only the Lonely, fa el paper seriós d'un advocat a JFK d'Oliver Stone.
El 1993, roda  Canadian Bacon, de Michael Moore. El mateix any, és l'entrenador d'un equip de bobsleigh jamaicà a Rasta Rockett. Serà la seva última pel·lícula.

### Defunció
John Candy mor el 4 de març de 1994 a Durango, a Mèxic, a conseqüència d'una crisi cardíaca durant el rodatge de Wagons East.
Batallant amb l'obesitat durant la seva vida d'adult havia fet un esforç significatiu per millorar la seva salut, deixant de fumar i perdent pes l'últim any de la seva vida. Tanmateix, el 1994, havia cridat els seus amics durant el rodatge de Wagons East, sobretot Larry Smith (comissari de la Lliga canadenca de futbol de 1992 a 1997), dient-los que acabava de deixar l'equip i el posava en venda.
Va cridar aleshores el seu ajudant, convidant-lo a jugar a golf amb la primavera, quan tornés a Toronto. Després de preparar un sopar de pastes pels assistents, Candy convida els altres actors, després s'adorm. Després de mitjanit, el 4 de març, Candy sucumbeix a una crisi cardíaca mentre dorm a l'edat de quaranta-tres anys
El seu funeral va tenir lloc a l'església de Saint-Martin of Tours i és enterrat al mausoleu del cementiri de Holy Cross, a Culver City (Califòrnia).

## Filmografia
- 1973: El curs del 44 (Class of '44), de Paul Bogart: Paule (no surt als crèdits)
- 1975: It Seemed Like a Good Idea at the Time, de John Trent: Kopek
- 1976: Tunnel Vision, de Neal Israel i Bradley R. Swirnoff: Cooper
- 1976: The Clown Murders, de Martyn Burke: Ollie
- 1976: Find the Lady, de John Trent: Kopek
- 1978: The Silent Partner, de Daryl Duke: Simonsen
- 1979: Lost and Found, de Melvin Frank: Carpentier
- 1979: 1941, de Steven Spielberg: Soldat ras Foley
- 1980: Double Negative, de George Bloomfield: John
- 1980: The Blues Brothers, de John Landis: Burton Mercer
- 1981: Una legió de guillats (Stripes), d'Ivan Reitman: Ox
- 1981: Heavy Metal, de Gerald Potterton (veu)
- 1982: It Came from Hollywood (documental)
- 1983: Per fi ja són vacances (National Lampoon's Vacation) de Harold Ramis: Lasky, Guàrdia Walleyworld
- 1983: Going Berserk, de David Steinberg: John Bourgignon
- 1983: Splash, de Ron Howard: Freddie Bauer
- 1985: Brewster's Millions, de Walter Hill: Spike Nolan
- 1985: Follow That Bird, de Ken Kwapis: State Trooper
- 1985: Summer Rental, de Carl Reiner: Jack Chester
- 1985: Voluntaris (Volunteers), de Nicholas Meyer: Tom Tuttle
- 1985: Tears Are Not Enough (documental)
- 1986: Armats i perillosos, de Mark L. Lester: Frank Dooley
- 1986: La botiga dels horrors (Little Shop Of Horrors), de Frank Oz: Wink Wilkinson
- 1987: L'esbojarrada història de les galàxies (Spaceballs), de Mel Brooks: Barf
- 1987: Planes, Trains & Automobiles, de John Hughes: Del Griffith
- 1988: She's Having a Baby, de John Hughes: Chet from 'The Great Outdoors'  (cameo)
- 1988: The Great Outdoors, de Howard Deutch: Chet Ripley
- 1988: Hot to Trot, de Michael Dinner: Don (veu)
- 1989: Who's Harry Crumb?, de Peter Flaherty: Harry Crumb (també productor)
- 1989: Els bojos del Cannonball 3, de Jim Drake: Charlie Cronan
- 1989: Uncle Buck, de John Hughes: Buck Russell
- 1990: Masters of Menace, de Daniel Raskov: Beer Truck Driver (caméo)
- 1990: Home Alone, de Chris Columbus: Gus Polinski
- 1990: The Rescuers Down Under, de Hendel Butoy i Mike Gabriel: Wilbur (veu)
- 1991: Embolics i més embolics (Nothing But Trouble), de Dan Aykroyd: Dennis / Eldona
- 1991: Career Opportunities, de Bryan Gordon: C.D. Marsh (no surt als crèdits)
- 1991: Only the Lonely, de Chris Columbus: Danny Muldoon
- 1991: Delirant (Delirious), de Tom Mankiewicz: Jack Gable
- 1991: JFK, d'Oliver Stone: Dean Andrews
- 1992: Once Upon a Crime..., d'Eugene Levy: Augie Morosco
- 1992: Boris and Natasha, de Charles Martin Smith: Kalishak
- 1993: Rookie of the Year, de Daniel Stern: Cliff Murdoch - Annonceur (no surt als crèdits)
- 1993: Cool Runnings, de Jon Turtletaub: Irv
- 1994: Caravana a l'est (Wagons East), de Peter Markle: James Harlow'
- 1995: Canadian Bacon, de Michael Moore: Xèrif Bud Boomer